# هيروشي كاميا
هيروشي كاميا (神谷浩史 كاميا هيروشي) هو مؤدي أصوات ياباني ولد في 28 يناير 1975 في ماتسودو، تشيبا.

## أدواره في الأنمي

### مسلسلات أنمي تلفزيونية
- سايونارا زِتسبو سينسيه - نوزومو إيتوشيكي، ميكوتو إيتوشيكي
- زوكو سايونارا زِتسبو سينسيه - نوزومو إيتوشيكي، ميكوتو إيتوشيكي
- زان سايونارا زِتسبو سينسيه - نوزومو إيتوشيكي، ميكوتو إيتوشيكي
- المدافع الأقوى جاندام فورس - كابتن جاندام
- البدلة المتنقلة جاندام 00 - تيريا إردي
- البدلة المتنقلة جاندام إيج - زيهارت غاريت
- ماكروس فرونتير - ميهايل بلان
- ناتسومي وكتاب الأصدقاء - تاكاشي ناتسومي
- فيت/ستاي نايت - شينجي ماتو
- فيت/ستاي نايت Unlimited Blade Works - شينجي ماتو
- فيت/إكسترا Last Encore - شينجي ماتو
- أبطال الديجيتال الجزء الرابع - عامر
- مونوكروم فاكتور - كينغو أسامورا
- عسل وبرسيم - يوتا تاكيموتو
- ترايجان - زازي ذا بيست
- باكيمونوغاتاري - كويومي أراراغي
- نيسيمونوغاتاري - كويومي أراراغي
- نيكومونوغاتاري (كورو) - كويومي أراراغي
- سلسلة مونوغاتاري الموسم الثاني - كويومي أراراغي
- هانامونوغاتاري - كويومي أراراغي
- تسوكيمونوغاتاري - كويومي أراراغي
- أواريمونوغاتاري - كويومي أراراغي
- زوكوؤاريمونوغاتاري - كويومي أراراغي
- ون بيس - ترافلغار لو، إدي
- دورارارا!! - إيزايا أوريهارا
- دورارارا!! ×2 المقدمة - إيزايا أوريهارا
- دورارارا!! ×2 المنتصف - إيزايا أوريهارا
- دورارارا!! ×2 الخاتمة - إيزايا أوريهارا
- غانتز - ماسانوبو هوجو
- كيشين تايسن جيجانتيك فورميولا - ماساهيتو أوغورو
- شينكيوكو سوكاي بوليفونيكا - فورون تاتارا
- شينكيوكو سوكاي بوليفونيكا كريمسون S - فورون تاتارا
- نبضات الملاك! - يوزورو أوتوناشي
- أراكاوا أندر ذا بريدج - كو إيتشينوميا/ريكروت
- أراكاوا أندر ذا بريدج x بريدج - كو إيتشينوميا/ريكروت
- سوبر غالز! - ري أوتوهاتا
- كوباتو! - تاكاشي دوموتو
- تسوباسا كرونيكل - كيفا
- حفيد نوراريهيون - سينبا
- كانون - كوزي
- صاحب التعاويذ الأزرق - ميفيستو فيليس
- صاحب التعاويذ الأزرق: ملك كيوتو الملوث - ميفيستو فيليس
- فراكتال - كولين
- مقهى الدب القطبي - بطريق
- ديفل سرفايفر 2 ذي أنيميشن - هيبيكي كوزي
- هجوم العمالقة - ليفاي
- هجوم العمالقة Season 2 - ليفاي
- هجوم العمالقة Season 3 - ليفاي
- هجوم العمالقة The Final Season - ليفاي
- هجوم العمالقة: الثانوية - ليفاي
- ميداكا بوكس أبنورمال - كي موناكاتا
- كارنفال - غاريكي
- جاليلي دونا - سيسينيو
- نوراغامي - ياتو
- نوراغامي ARAGOTO - ياتو
- كرة سلة كوروكو - أكاشي سيجيرو
- كابتن إيرث - تيبّي أراشي
- سورد آرت أونلاين II - زيكسيد
- هاماتورا - آرت
- رد:_هاماتورا - آرت
- أص الديناري - شونبي سانادا
- الخيانة تعرف إسمي - كوروتو هوراي
- سبيس داندي - جوني
- هايكيو!! - إيتّيتسو تاكيدا
- هايكيو!! الموسم الثاني - إيتّيتسو تاكيدا
- هايكيو!! ثانوية كاراسونو في مواجهة أكاديمية شيراتوريزاوا - إيتّيتسو تاكيدا
- هايكيو!! TO THE TOP - إيتّيتسو تاكيدا
- هيروبانك - ناغاري أمانو
- نادي ثانوية الوسيمين للدفاع عن الأرض LOVE! - كينشيرو كوساتسو
- نادي ثانوية الوسيمين للدفاع عن الأرض LOVE!LOVE! - كينشيرو كوساتسو
- الخطايا السبع المميتة - هيلبرام
- الخطايا السبع المميتة: إعادة إحياء الوصايا - هيلبرام
- الخطايا السبع المميتة: غضب الحراس - هيلبرام
- بريزون سكول - كيوشي
- ووركينغ!! - هيروؤمي سوما
- ووركينغ'!! - هيروؤمي سوما
- ووركينغ!!! - هيروؤمي سوما
- المعلم الأوتاكو - جونيتشيرو كاغامي
- أسوماتسو-سان - تشوروماتسو، كيكوماتسو، تشوروكو، تشوروي
- بونغو ستراي دوغز - رانبو إيدوغاوا
- كرايون شين-تشان - بوريبوريزايمون (الصوت الثاني)
- متاعب سايكي كوسوؤو - كوسوؤو سايكي
- إلدلايف - فيغا فيكتور
- كود-إي - آدول بريبيرغ
- كارول آند تيوزداي - تاو
- بيتليس - غينغا واتاراي
- كاكوشيغوتو - كاكوشي غوتو
- ساموراي الجمباز - ريو ريوشو
- سكيت-ليدينغ ستارز - ريو شينوزاكي
- أوف سايد - بيان
- باكفليب!! - كوتارو واتاري

### أنمي الإنترنت
- كويوميمونوغاتاري - كويومي أراراغي
- متاعب سايكي كوسوؤو: إعادة التشغيل - كوسوؤو سايكي
- وجبة الغداء في منزل إميا - شينجي ماتو

### أوفا أنمي
- غوكو سايونارا زِتسبو سينسيه - نوزومو إيتوشيكي
- سينت سيا: ذا لوست كانفاس - بايسيس آلبافيكا
- سينت سيا: هادس: العالم السفلي - ليرا أورفي
- هجوم العمالقة: مذكرة إلزي - ليفاي
- هجوم العمالقة: لا أسف - ليفاي

### أفلام أنمي
- فيلم بليتش: فيد تو بلاك, أنادي اسمك - شيزوكو
- سلسلة أفلام بريك بليد
  - بريك بليد: الفصل الأول «وقت النهوض» - زيس
  - بريك بليد: الفصل الثاني «مفترق الطرق» - زيس
  - بريك بليد: الفصل الثالث «جرح سيف القاتل» - زيس
  - بريك بليد: الفصل الرابع «أرض الكارثة» - زيس
  - بريك بليد: الفصل السادس «حصن الحزن» - زيس
- فيت/ستاي نايت: Unlimited Blade Works - شينجي ماتو
- سلسلة أفلام فيت/ستاي نايت Heaven's Feel
  - فيت/ستاي نايت Heaven's Feel: الفصل الأول: presage flower - شينجي ماتو
  - فيت/ستاي نايت Heaven's Feel: الفصل الثاني: lost butterfly - شينجي ماتو
- فيلم البدلة المتنقلة جاندام 00: أ ويكينينج أوف ذا تريلبليزر - تيريا إردي
- ماكروس فرونتير: المطربة المزيفة - ميهايل بلان
- ماكروس فرونتير: أجنحة الوداع - ميهايل بلان
- إينازوما إليفن: هجوم الجيش الأقوى أوغر - فاداب سليد
- سلسلة أفلام توا نو كوون
  - توا نو كوون: الفصل الأول «البتلة الرغوية» - كوون
  - توا نو كوون: الفصل الثاني «رقصة الفوضى» - كوون
  - توا نو كوون: الفصل الثالث «عقوبة الأوهام» - كوون
  - توا نو كوون: الفصل الرابع «القلق القرمزي» - كوون
  - توا نو كوون: الفصل الخامس «عودة القاهر» - كوون
  - توا نو كوون: الفصل السادس «الأبد الأبدي» - كوون
- النفي من الفردوس - فرونتير سيتر
- فوسي: يوميات فتاة المسدس - ماكواري
- سايكو-باس: الفيلم - نيكولاس وونغ
- سلسلة أفلام كيزومونوغاتاري
  - كيزومونوغاتاري الفصل الأول: تيكّيتسو - كويومي أراراغي
  - كيزومونوغاتاري الفصل الثاني: نيكّيتسو - كويومي أراراغي
  - كيزومونوغاتاري الفصل الثالث: ريكيتسو - كويومي أراراغي
- فيلم أسوماتسو-سان - تشوروماتسو
- ون بيس ستامبيد - ترافلغار لو
- فيلم بوكيمون: ثأر ميوتو: التطور - كوري
- فيلم ديجيمون فرونتير: إعادة إحياء الديجيمون الأثري - كوجي ميناموتو
- فيلم الإكسورسيست الأزرق - ميفيستو فيليس
- بونغو ستراي دوغز: ديد أبل - رانبو إيدوغاوا
- ناتسومي وكتاب الأصدقاء الفيلم - تاكاشي ناتسومي
- ناتسومي وكتاب الأصدقاء: رفع الحجر والزائر الغريب - تاكاشي ناتسومي
- الرحلة - زرارة
- كرة سلة كوروكو: اللعبة الاخيرة - اكاشي سيجيرو

## أدواره في ألعاب الفيديو
- كرة سلة كوروكو: روابط المستقبل - سيجورو أكاشي
- سينت سيا: ذا هادس - ليرا أورفي
- نادي ثانوية الوسيمين للدفاع عن الأرض LOVE!GAME! - كينشيرو كوساتسو
- جوجوز بيزار أدفنتشر: أول ستار باتل - روهان كيشيبي
- جوجوز بيزار أدفنتشر: آيز أوف هيفن - روهان كيشيبي
- هايكيو!! رابط! طلة القمة!! - إيتّيتسو تاكيدا
- هايكيو!! كروس تيم ماتش! - إيتّيتسو تاكيدا
- باكيمونوغاتاري بورتبل - كويومي أراراغي
- ون بيس: أنليميتد وورلد ريد - ترافالغار لو
- ون بيس: بيرنينغ بلاد - ترافالغار لو
- فيت/إكسترا - شينجي ماتو
- بليد آركوس فروم شاينينغ - ريك
- دراغون كويست هيروز - تيري
- دراغون كويست هيروز II - تيري
- الإكسورسيست الأزرق: لابيرينث الأوهام - ميفيستو فيليس
- إيتاداكي ستريت: دراغون كويست آند فاينل فانتسي ثيرتيث أنيفيرساري - تيري

## أدواره في الدبلجة اليابانية
- مباريات الجوع - بيتا ميلاريك
- مباريات الجوع: ألسنة اللهب - بيتا ميلاريك
- مباريات الجوع: الطائر المقلد - الجزء الأول - بيتا ميلاريك
- مباريات الجوع: الطائر المقلد - الجزء الثاني - بيتا ميلاريك
- باتمان ضد سوبرمان: فجر العدالة - ليكس لوثر

## وصلات خارجية
- هيروشي كاميا على موقع IMDb (الإنجليزية)
- هيروشي كاميا على موقع ميوزك برينز (الإنجليزية)
- هيروشي كاميا على موقع ديسكوغز (الإنجليزية)
- هيروشي كاميا على موقع قاعدة بيانات الفيلم (الإنجليزية)
- هيروشي كاميا على موقع ANN person (الإنجليزية)